# Juan Manuel Pavón Domínguez
Juan Manuel Pavón Domínguez (Huelva, España, 15 de febrero de 1976), conocido como Juan Manuel Pavón, es un entrenador de fútbol español. Actualmente sin equipo.

## Trayectoria
Antes de comenzar su andadura en los banquillos, fue un futbolista formado en el RC Recreativo de Huelva, con el que llegaría a jugar en 2ª B y 2ª A. Tras abandonar el conjunto onubense terminaría su carrera jugando en equipos de Segunda B del Grupo IV, como Algeciras Club de Fútbol, Racing Portuense, Club Deportivo Alcalá y Club Deportivo Badajoz.
Toda una vida vinculado al mundo de fútbol como jugador y que posteriormente dejó paso al de los banquillos, con una trayectoria brillante dirigiendo al juvenil del RC Recreativo de Huelva llegando a ser campeones de inviernos,  y en la campaña anterior en el cuadro B con el que logró el ascenso a la 3ª División.
En la temporada 2014-15, se puso al frente del primer equipo en la Liga Adelante en sustitución de José Luis Oltra, destituido en la jornada 24. Pavón, que llegó al banquillo del Decano de manera interina, estuvo siete jornadas, hasta que el consejo de administración de entonces, con Pablo Comas al mando, decidió prescindir de él y volver a contratar al luso José Manuel Martins Domínguez. Finalmente, no se pudo evitar el descenso.
En la temporada 2016-17, fue el técnico que estuvo al frente del RC Recreativo de Huelva durante la pretemporada, logrando ser campeones del trofeo colombino (Real Betis Balompié, Córdoba C.F., Real Club Recreativo de Huelva); pero a dos días del comienzo de la competición, se frustró su fichaje por el Recre, volviendo a entrenar al Decano el entrenador de la temporada anterior, Alejandro Ceballos Casillas.
Sin embargo, en octubre de 2016, tras los malos resultados del Recreativo, Alejandro Ceballos Casillas fue destituido y Pavón se convertiría en entrenador del Decano para intentar sacarlos de los puestos de descenso.
Llegando a conseguir una magnífica clasificación, quedando el 12º, con un equipo plagado de canteranos.
Un año después, Pavón se desvincula del club onubense para incorporarse al Club de Futbol Pobla de Mafumet. Su llegada es finales de octubre, estando el equipo en una situación media en la clasificación, consiguiendo llegar al último partido metido entre los cuatro primeros, siendo derrotado por Español B. Aun así la temporada es exitosa.
En verano de 2018 firmó como entrenador del Cádiz Club de Fútbol "B" de Tercera División. En el filial cadista logró el ascenso a Segunda División B de España tras ser campeón del grupo 10 de Tercera, y en la temporada posterior logró la permanencia en la categoría.
El 14 de febrero de 2021, el técnico es destituido como entrenador del Cádiz Club de Fútbol "B" de la Segunda División B de España después de 3 temporadas, siendo sustituido por Alberto Cifuentes.
El 15 de junio de 2021, se convierte en nuevo entrenador del Club de Fútbol Villanovense de la Segunda División RFEF.
El 15 de marzo de 2022, es destituido como entrenador del Club de Fútbol Villanovense de la Segunda División RFEF y es sustituido por Josip Višnjić.
El 11 de julio de 2022, firma por el Club Deportivo San Roque de Lepe de la Segunda División RFEF.
En la temporada 2024-25, se convierte en entrenador del Club Deportivo Atlético Paso de la Segunda División RFEF. 
El 23 de septiembre de 2024, tras un mal comienzo de temporada con el equipo canario, sería destituido y relevador por Lluís Planagumà.

## Clubes

### Como entrenador
| Club                             | País   | Año        |
| -------------------------------- | ------ | ---------- |
| RC Recreativo de Huelva          | España | 2015       |
| RC Recreativo de Huelva          | España | 2016-2017  |
| CF Pobla de Mafumet              | España | 2017-2018  |
| Cádiz C.F. "B"                   | España | 2018-2021  |
| Club de Fútbol Villanovense      | España | 2021- 2022 |
| Club Deportivo San Roque de Lepe | España | 2022-2024  |
| Club Deportivo Atlético Paso     | España | 2024       |